# Sétif
Sétif (arabisch سطيف, DMG Saṭīf, tamazight ⵙⵉⵜⵉⴼⵉⵙ; auch Stif) ist eine mittelgroße Universitätsstadt im nordöstlichen Algerien. Sie liegt 300 km östlich der Hauptstadt Algier und ist Hauptort der gleichnamigen Provinz.

## Geographie
Die Stadt liegt auf einer küstennahen Hochebene auf 1100 m über NN, zwischen den Kabylen und den Atlas-Bergen.
Laut Statistik-Veröffentlichung von Januar 2008 verzeichnete Sétif 288.461 Einwohner. Der Name des Bürgermeisters ist M. Aïssa Fellahi.
Sétif hat eine Städtepartnerschaft mit der Stadt Rennes in Frankreich und verfügt über den internationalen Flughafen Sétif.

### Klima
|                       | Jan  | Feb  | Mär  | Apr  | Mai  | Jun  | Jul  | Aug  | Sep  | Okt  | Nov  | Dez  |   |       |
| Mittl. Tagesmax. (°C) | 9,4  | 11,2 | 14,3 | 17,3 | 22,9 | 29,3 | 33,3 | 32,7 | 27,1 | 21,3 | 14,5 | 10,3 | ⌀ | 20,3  |
| Mittl. Tagesmin. (°C) | 1,5  | 2,1  | 4,4  | 6,6  | 11,1 | 16,0 | 19,4 | 19,5 | 15,4 | 11,3 | 6,1  | 2,7  | ⌀ | 9,7   |
|                       |      |      |      |      |      |      |      |      |      |      |      |      |   |       |
| Niederschlag (mm)     | 41,2 | 32,6 | 33,0 | 37,9 | 44,5 | 22,6 | 10,4 | 14,7 | 40,2 | 34,8 | 36,9 | 51,3 | Σ | 400,1 |
|                       |      |      |      |      |      |      |      |      |      |      |      |      |   |       |
| Regentage (d)         | 10,8 | 10,1 | 9,2  | 9,0  | 8,2  | 5,5  | 2,8  | 4,5  | 7,6  | 8,0  | 10,0 | 12,3 | Σ | 98    |

| 1,5 |

| 2,1 |

| 4,4 |

| 6,6 |

| 11,1 |

| 16,0 |

| 19,4 |

| 19,5 |

| 15,4 |

| 11,3 |

| 6,1 |

| 2,7 |

| 1,5 |

| 2,1 |

| 4,4 |

| 6,6 |

| 11,1 |

| 16,0 |

| 19,4 |

| 19,5 |

| 15,4 |

| 11,3 |

| 6,1 |

| 2,7 |

| N i e d e r s c h l a g | 41,2 | 32,6 | 33,0 | 37,9 | 44,5 | 22,6 | 10,4 | 14,7 | 40,2 | 34,8 | 36,9 | 51,3 |
|                         | Jan  | Feb  | Mär  | Apr  | Mai  | Jun  | Jul  | Aug  | Sep  | Okt  | Nov  | Dez  |

## Geschichte
Zu Zeiten des antiken Römischen Imperiums war Sétif die Hauptstadt der römischen Provinz Mauretania Sitifensis und trug den Namen Colonia Nerviana Augusta Martialis Veteranorum Sitifensium (Sitifis). In der heutigen Stadt sind einige Bauwerke aus dem 3., 4. und 6. Jahrhundert erhalten: Festungen, Basiliken, antikes Amphitheater.

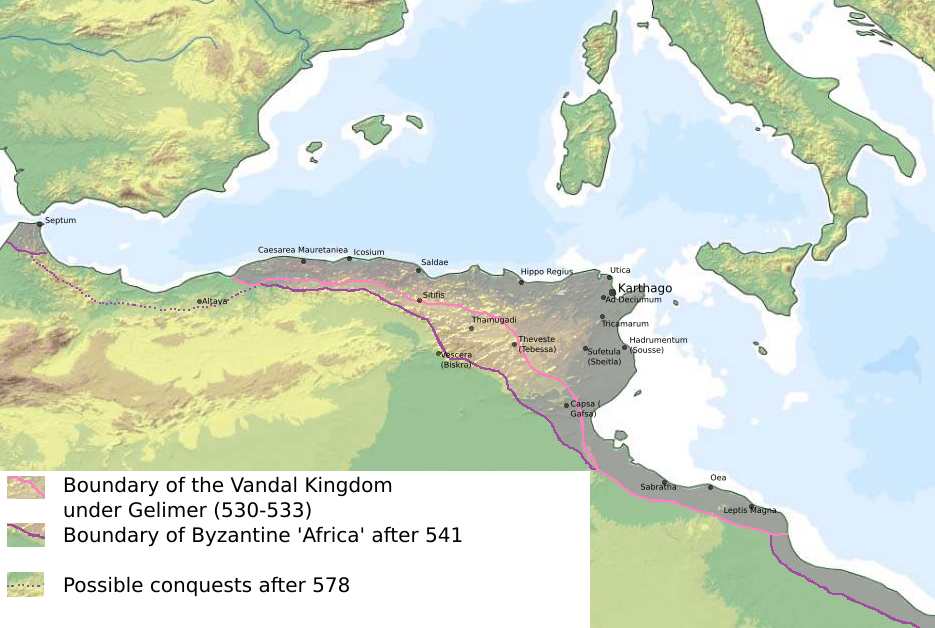
Sétif in der Spätantike

In osmanischer Zeit lag Sétif in der Provinz Beylik von Constantine. Im Zuge der kolonialen Besitzergreifung wurde Algerien nicht nur koloniale Rohstoffquelle und Absatzmarkt Frankreichs, sondern aufgrund der Nähe zur Metropole, dem „Mutterland“, auch in großem Stil zur europäischen Siedlungskolonie. Diese Vorstellung einer behaupteten oder zuweilen tatsächlich empfundenen „Nähe“ spiegelte sich in einen verbreiteten politischen Slogan: „La Méditerranée traverse la France comme la Seine traverse Paris.“ (dt. „Das Mittelmeer durchfließt Frankreich, wie die Seine Paris durchfließt.“) 1896 hatte Sétif 16.061 Einwohner, davon waren 11.461 Muslime und 1327 Juden, zudem lebten 2660 Franzosen und 613 weitere Europäer in der Stadt.
Sétif war zunächst Unterpräfektur des 1848 eingerichteten Département Constantine. 1956 wurde die Stadt zum Verwaltungssitz für eines der neugeordneten zwölf französischen Departements in Algerien aufgewertet. Ab 1852 führte die private Compagnie genevoise des colonies suisses de Sétif 712 meist waadländische Schweizer Siedler nach Sétif, von denen manche jedoch bald wieder nach Europa zurückkehrten, da sie kein Auskommen fanden. Halboffizielle Kontakte der Schweiz zu den Algerienschweizern von Sétif bestanden jedoch fort. 1951 kam Henri Guisan, General außer Dienst, zu Besuch.
Als Ausdruck des Unabhängigkeitwillens gab es am 1. Mai 1945 Demonstrationen in allen großen Städten Algeriens, bei der die Freilassung von Messali Hadj gefordert wurde. Die Behörden erlaubten 8.-Mai-Feier zur Befreiung Frankreichs von der deutschen Besatzung, verboten jedoch jede Bekundung von Unabhängigkeitsforderungen. Aktivisten des Parti du peuple algérien (PPA), die sich vor der Moschee beim Bahnhof versammelt hatten und mit Fahnen der verbotenen Parteien Étoile Nord-Africaine und PPA einem Protestzug begannen – laut dem Historiker Roger Vétillard im Glauben, es fänden landesweite Kundgebungen statt – wurden von einer unterbesetzten Polizeitruppe aus etwa 20 Beamten angegangen, die versuchten, die Fahnen zu entreissen. Es kam zu Handgreiflichkeiten, wobei als erstes Opfer ein achtjähriges jüdisches Mädchen starb. Gewalttäter kamen hinzu und töteten 22 europäische Zivilisten (103 in der Region), 80 wurden verletzt. Unter den Toten befand sich Sétifs Bürgermeister Édouard Deluca. Dem Gemeindeangestellten und kommunistischen Parteisekretär Albert Denier wurden beide Hände abgeschnitten. Der Aufstand dehnte sich bis am 11. Mai im Norden bis Ziama-Mansouria an der Küste, im Süden nach Colbert, im Osten nach Aïm-Abessa und im Westen nach Chevreul und Taher aus.
Die Kommunistische Partei Frankreichs vermutete deutsche Hintermänner. Die Siedler sannen auf Rache. Sétif und die Nachbarorte Guelma und Kherrata waren am 8. Mai 1945 Schauplatz der Massaker von Sétif mit einer nur schwer anzugebenden Anzahl erschossener und hingerichteter Algerier. Schätzungen liegen zwischen 2000 und 45.000. Der militärgeschichtliche Service historique de la Défense in Vincennes bei Paris und gibt als geschätzte Höchstzahl zu, dass die Zahl der von in Milizen organisierten Kolonisten und französischen Militärs getöteten Menschen bei 7000 bis 10.000 liegen könnte. In der heutigen Geschichtsschreibung wird in den Massakern der Ausgangspunkt für den 1954 beginnenden Algerienkrieg gesehen.
In den 1990er Jahren wurde der Brunnen Ain El Fouara von Islamisten zertrümmert. Sie betrachteten ihn als „haram“ – Sünde. Die Bevölkerung fühlte sich ihrem Brunnen aber verbunden und baute ihn wieder auf. Er ist vor allem bei muslimischen Touristinnen sehr beliebt. Junge Männer inszenieren sich neben der Dame aus Marmor starrend.

## Bauwerke und Sehenswürdigkeiten

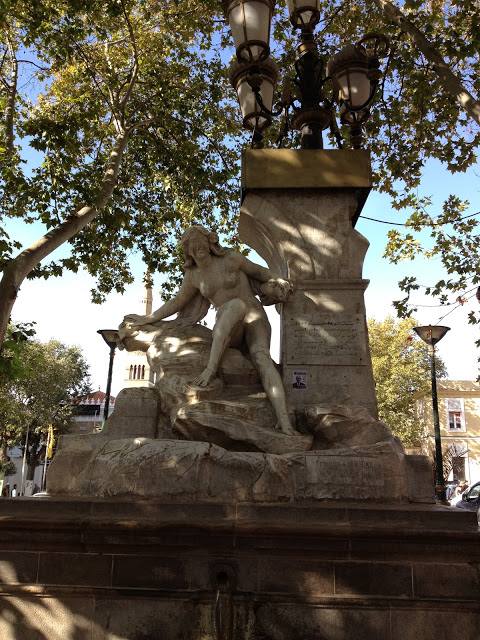
Ain El Fouara

Das emblematische Wahrzeichen der Stadt ist die Brunnenanlage „Fontaine von Ain Fouara“, die der französische Bildhauer Francis de Saint-Vidal 1898 fertigstellte. Auch das Ain Droudj und die al-Atik-Moschee sind sehenswert. An der Hauptstrasse Avenue 8. Mai 1945 befinden sich historische Arkadengänge mit Art-déco-Elementen. Das Stade du 8 Mai 1945 wurde 1967 erbaut.

Seit 2018 verfügt Sétif über eine Straßenbahn französischer Prägung.

## Söhne und Töchter der Stadt
- Mario Zatelli (1912–2004), französischer Fußballspieler
- Abdelhamid Kermali (1931–2013), algerisch-französischer Fußballspieler und -trainer
- Rachid Mekhloufi (1936–2024), algerisch-französischer Fußballspieler
- Denis Guedj (1940–2010), französischer Mathematiker, Schauspieler und Schriftsteller
- Kheïreddine Madoui (* 1977), algerischer Fußballspieler und -trainer
- Ghada Mehat (* 1995), algerische Fußballschiedsrichterin
- Adem Zorgane (* 2000), Fußballspieler